# Sens-Beaujeu
Sens-Beaujeu é uma comuna francesa na região administrativa do Centro, no departamento Cher. Estende-se por uma área de 22,11 km². Em 2010 a comuna tinha 415 habitantes (densidade: 18,8 hab./km²).